# نيك أوت
نيك أوت (بالفيتنامية: Nick Út)‏، هو مصور أمريكي فيتنامي لأسوشيتد برس الذي يعمل في لوس انجليس. وفاز بجائزة بوليتزر لعام 1973 من أجل التصوير الإخباري وصورة الصحافة العالمية لعام 1973 عن "رعب الحرب"، التي تصور الأطفال في رحلة من قصف النابالم. على وجه الخصوص، صورته الأكثر شهرة تظهر فتاة عارية تبلغ من العمر 9 سنوات، فان ثي كيم فوك، تجري نحو الكاميرا من هجوم نابالم جنوب فيتنام على القوات الفيتنامية الشمالية في قرية ترانغ بانغ خلال حرب فيتنام. في الذكرى الأربعين لهذه الصورة الحائزة على جائزة بوليتزر في سبتمبر 2012، أصبح أوت الشخص الثالث الذي قامت به قاعة مشاهير لايكا لإسهاماته في التصوير الصحفي. في 29 مارس 2017، تقاعد من أسوشيتد برس.

## وصلات خارجية
- نيك أوت على موقع IMDb (الإنجليزية)
- نيك أوت على موقع ديسكوغز (الإنجليزية)